# Луїза Мекленбург-Гюстровська
Луїза Мекленбурзька (нім. Louise zu Mecklenburg-Güstrow; 28 серпня 1667, Гюстров — 15 березня 1721, Копенгаген) — королева-консорт Данії.
Дочка герцога Густава Адольфа Мекленбурзького і його дружини Магдалени Сибілли Шлезвіг-Гольштейн-Готторпської, дочки Фрідріха III Шлезвіг-Гольштейн-Готторпского.
Луїза виховувалася в досить скромних умовах мекленбурзького двору в строгих пієтистських традиціях. З майбутнім чоловіком Луїза познайомилася, коли Фредерік подорожував німецькими князівствами в пошуках нареченої.
5 грудня 1695 року в Копенгагені Луїза стала дружиною кронпринца Данського Фредеріка і в 1699 році стала королевою Данії. Проживала в Данії дуже тихо і ніколи не мала успіху в чоловіка. Страждала від численних зрад чоловіка і дорікала йому, що неодноразово створювало незручні ситуації при дворі. Ще за життя Луїзи чоловік створив дві сім'ї на стороні, і вже через кілька днів після її смерті він поєднався морганатичним шлюбом з однією зі своїх коханок, Анною Софією Ревентлов.
Луїза мала особливо близькі стосунки з глибоко релігійним сином Кристіаном VI.
Велика бібліотека Луїзи Мекленбурзької в основному релігійного змісту зберігається в Данській королівській бібліотеці.

## Родина
Чоловік — Фредерік IV
Діти:
- Кристіан (1697—1698),
- Кристіан VI (1699—1746), згодом король Данії,
- Фрідріх Карл (1701—1702),
- Георг (1703—1704),
- Шарлотта Амалія (1706—1782) — у шлюбі не була.